# René Arotça

a Compétitions nationales et continentales officielles uniquement.

b Matchs officiels uniquement.
René Arotça, né le 28 février 1914 à Bayonne et mort dans cette même ville le 10 mai 1990, est un joueur français de rugby à XV et de rugby à XIII. 

## Biographie
René Arotça a joué pour l'équipe de France et pour l'Aviron bayonnais (avec qui il a remporté le championnat de France en 1934 et 1943) au poste de troisième ligne aile.
Il a également joué à Roanne en XIII, un élément qui, selon un historien du rugby à XIII, a entrainé ensuite l'effacement de son nom en 1946 par la Fédération française de rugby à XV de ses listes officielles. Son nom, ainsi que celui d'autres joueurs passés à treize avant guerre, a été depuis rétabli dans les tablettes de la FFR.

## Palmarès

### Rugby à XV
- Collectif : 
  - Vainqueur du Championnat de France : 1934 et 1943 (Bayonne).
  - Vainqueur du Challenge Yves du Manoir : 1936 (Bayonne).
  - Finaliste du Championnat de France : 1944 (Bayonne).

#### Détails en sélection
| Matchs internationaux de René Arotça | Matchs internationaux de René Arotça | Matchs internationaux de René Arotça | Matchs internationaux de René Arotça | Matchs internationaux de René Arotça | Matchs internationaux de René Arotça | Matchs internationaux de René Arotça | Matchs internationaux de René Arotça | Matchs internationaux de René Arotça | Matchs internationaux de René Arotça | Matchs internationaux de René Arotça | Matchs internationaux de René Arotça |
|                                      | Date                                 | Adversaire                           | Résultat                             | Compétition                          | Poste                                | Points                               | Essais                               | Pen.                                 | Drops                                |                                      |                                      |
| ------------------------------------ | ------------------------------------ | ------------------------------------ | ------------------------------------ | ------------------------------------ | ------------------------------------ | ------------------------------------ | ------------------------------------ | ------------------------------------ | ------------------------------------ | ------------------------------------ | ------------------------------------ |
| sous les couleurs de la France       |                                      |                                      |                                      |                                      |                                      |                                      |                                      |                                      |                                      |                                      |                                      |
| 1.                                   | 15 mai 1938                          | Roumanie                             | 11-8                                 | Tournoi FIRA                         | Troisième ligne aile                 | -                                    | -                                    | -                                    | -                                    |                                      |                                      |

#### Statistiques en club
| Saison    | Saison                                 | Championnat                                                               | Championnat                                                               | Coupe                                                                     | Coupe                                                                     |
| Saison    | Saison                                 | Compétition                                                               | Class.                                                                    | Comp.                                                                     | Class.                                                                    |
| --------- | -------------------------------------- | ------------------------------------------------------------------------- | ------------------------------------------------------------------------- | ------------------------------------------------------------------------- | ------------------------------------------------------------------------- |
| 1931-1932 | Aviron bayonnais                       | Tournoi des quatorze                                                      | 10e                                                                       |                                                                           |                                                                           |
| 1932-1933 | Championnat de France                  | 1/2 finale                                                                |                                                                           |                                                                           |                                                                           |
| 1933-1934 | Championnat de France                  | Champion                                                                  | Challenge Yves du Manoir                                                  | 3e (poule B)                                                              |                                                                           |
| 1934-1935 | Championnat de France                  | 1/4 finale                                                                | Challenge Yves du Manoir                                                  | 2e (poule A)                                                              |                                                                           |
| 1935-1936 | Championnat de France                  | 1/2 finale                                                                | Challenge Yves du Manoir                                                  | Vainqueur                                                                 |                                                                           |
| 1936-1937 | Championnat de France                  | 1/8 finale                                                                | Challenge Yves du Manoir                                                  | 3e (poule A)                                                              |                                                                           |
| 1937-1938 | Championnat de France                  | 1/8 finale                                                                | Challenge Yves du Manoir                                                  | 4e (poule A)                                                              |                                                                           |
| 1938-1939 | Passage au rugby à XIII au R.C. Roanne | Passage au rugby à XIII au R.C. Roanne                                    | Passage au rugby à XIII au R.C. Roanne                                    | Passage au rugby à XIII au R.C. Roanne                                    | Passage au rugby à XIII au R.C. Roanne                                    |
| 1940-1942 | Aviron bayonnais                       | Le Championnat de France de rugby à XV est interrompu entre 1940 et 1942. | Le Championnat de France de rugby à XV est interrompu entre 1940 et 1942. | Le Championnat de France de rugby à XV est interrompu entre 1940 et 1942. | Le Championnat de France de rugby à XV est interrompu entre 1940 et 1942. |
| 1942-1943 | Aviron bayonnais                       | Championnat de France                                                     | Champion                                                                  |                                                                           |                                                                           |
| 1944-1945 | Retrait de la compétition.             | Retrait de la compétition.                                                | Retrait de la compétition.                                                | Retrait de la compétition.                                                | Retrait de la compétition.                                                |
| 1945-1946 | Aviron bayonnais                       | Championnat de France                                                     |                                                                           |                                                                           |                                                                           |

### Rugby à XIII
- Collectif :
  - Vainqueur du Championnat de France : 1939 (Roanne).

#### Statistiques en club
| Saison    | Saison    | Championnat           | Championnat | Coupe           | Coupe      |
| Saison    | Saison    | Comp.                 | Class.      | Comp.           | Class.     |
| --------- | --------- | --------------------- | ----------- | --------------- | ---------- |
| 1938-1939 | RC Roanne | Championnat de France | Champion    | Coupe de France | 1/4 finale |